# Greylag
Greylag is een Amerikaanse indie-rockband uit Portland, Oregon.

## Biografie
Zanger-gitarist Andrew Stonestreet en multi-instrumentalist Daniel Dixon ontmoetten elkaar in 2007 via gezamenlijke vrienden. Nadat beiden afzonderlijk waren verhuisd naar Portland, gingen ze samen muziek maken. Drummer Brady Swan voegde zich niet veel later bij het duo. In 2012 verscheen de ep The Only Way to Kill You. In hetzelfde jaar speelde de band op South by Southwest. In 2014 volgde het debuutalbum Greylag. Het album werd geproduceerd door Phil Ek. De single Yours to Shake belandde op 1 februari 2015 op de hoogste positie van de Graadmeter van Pinguin Radio.